# Rágol
Rágol község Spanyolországban, Almería tartományban. Lakosainak száma 298 fő (2024).

## Földrajza
Rágol Alsodux, Instinción, Canjáyar és Alboloduy községekkel határos.

## Népesség
A település lakosságának változását az alábbi diagram mutatja:
| Lakosok száma | 391  | 386  | 365  | 385  | 379  | 331  | 307  | 316  | 288  | 298  |
|               | 2001 | 2003 | 2006 | 2008 | 2011 | 2014 | 2017 | 2019 | 2022 | 2024 |